# Terälahti
Terälahti est un quartier de Tampere en Finlande.

## Description
Terälahti fait partie de la zone de planification Terä.
Il est situé dans la zone de l'ancienne municipalité de Teisko. 
La distance au centre de Tampere est de plus de 30 kilomètres.

## Galerie

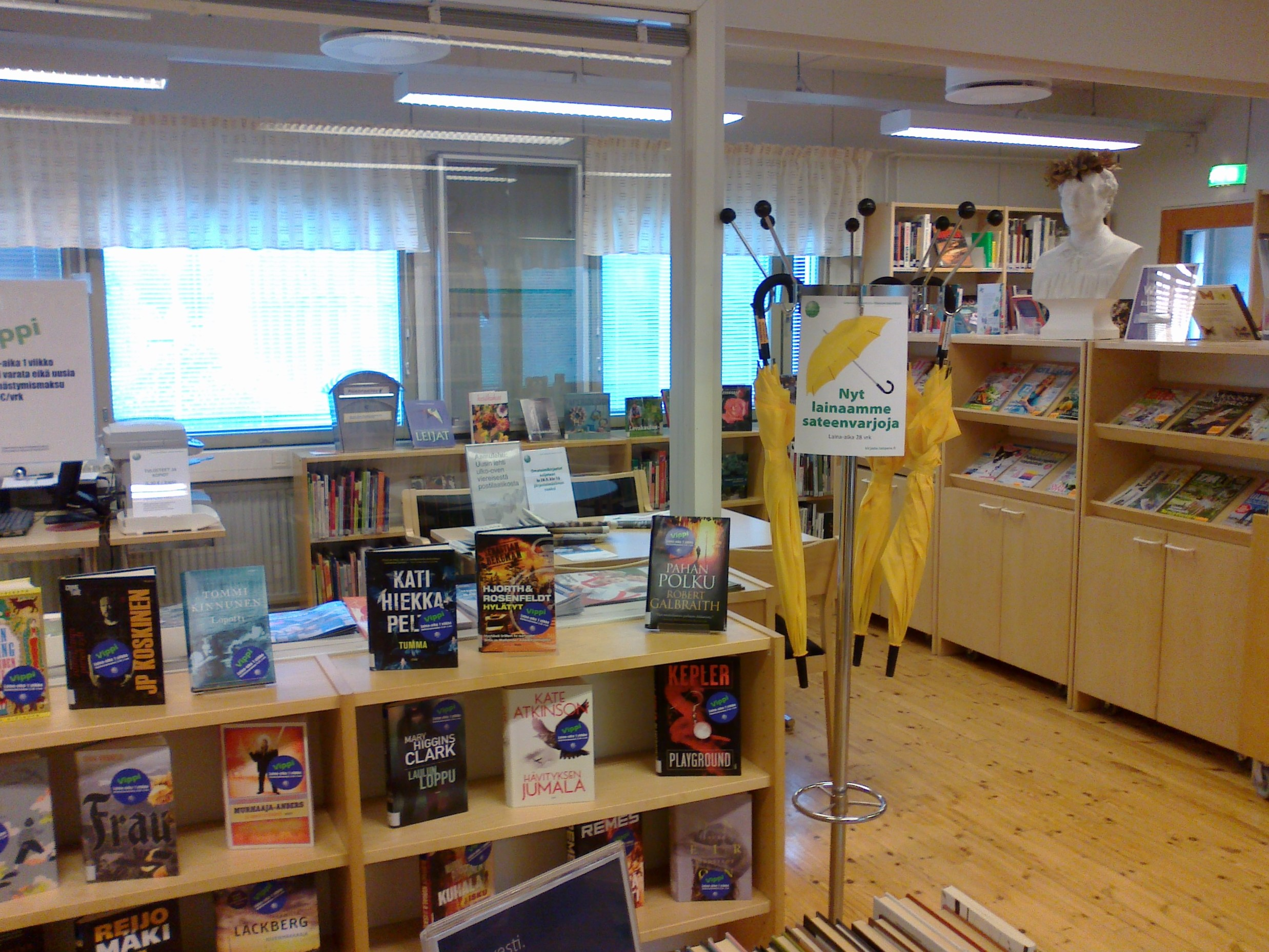
Bibliothèque de Terälahti.
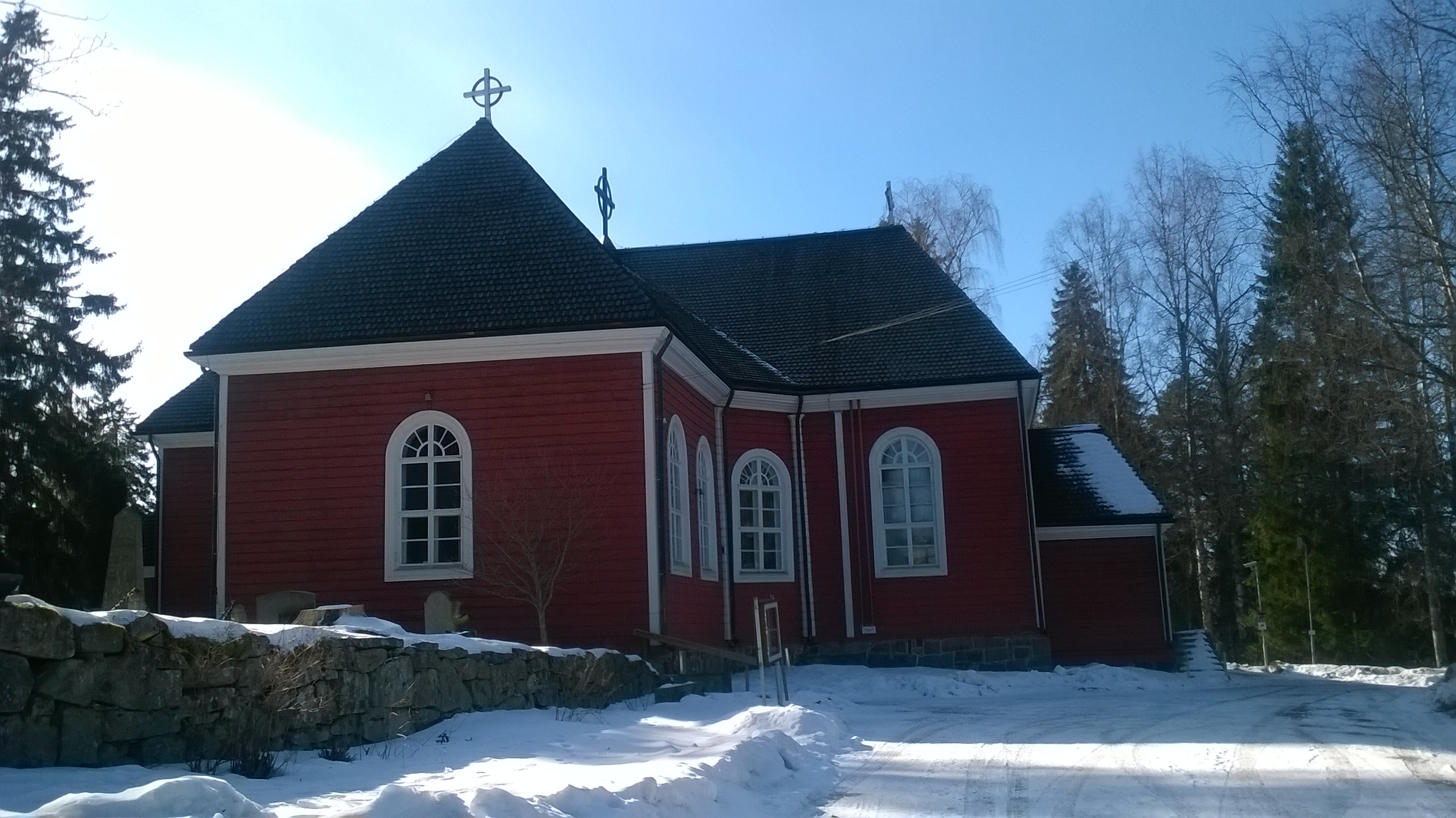
Église de Teisko